# Eugène Kurth
Pour les articles homonymes, voir Kurth.
Jeanpierre (Eugène) Kurth, né à Dondelange le 25 mars 1868 et décédé à Luxembourg-Ville le 9 juin 1960, est un peintre luxembourgeois,.

## Biographie
Eugène Kurth est le fils du vétérinaire Jean Kurth et de Katharina Stoltz. Il étudient à l'Académie des beaux-arts de Munich. En 1894, avec Ed. Hastert et Jean Jerolim, il fonde l'École professionnelle luxembourgeoise ou Luxemburger Gewerbeschule, une école professionnelle destinée à former des maçons, des charpentiers, des machinistes et des peintres-décorateurs, à laquelle il enseigne également. En 1898, il est nommé professeur à la toute jeune École d'artisans de l'État, à Luxembourg-Ville. Joseph Kutter, Jean Noerdinger, Jean Schaack et Auguste Trémont étaient quelques-uns de ses étudiants. Il prend sa retraite en 1930.
L'artiste peint principalement des fleurs. Il fait partie des membres fondateurs du Cercle artistique de Luxembourg (CAL) en 1893, dont il restera membre du conseil d'administration pendant un certain temps (1902-1910), avec Pierre Blanc, Michel Engels, Frantz Heldenstein, Jean-Pierre Huberty, Batty Weber et Jean-Baptiste Wercollier, entre autres. En 1894, il fait ses débuts à l'Exposition du Travail au Luxembourg. Il participe régulièrement au Salon du CAL à partir de 1896 et reçoit le Prix Grand-Duc Adolphe en 1925
Kurth épouse Cornélie Herriges en 1904. En 1913, il remporte son premier prix de tir au flobert. Cette année-là, il entre au conseil d'administration du Cercle grand-ducal d'escrime et de gymnastique de Luxembourg et, en 1914, il est élu au comité d'organisation d'un concours international de gymnastique, de tir et d'athlétisme. Il réalise également l'affiche de cette manifestation.
Eugène Kurth meurt à l'âge de 92 ans, il est enterré au cimetière Notre-Dame de Luxembourg.